# Федеральный закон «О ветеранах»
Федеральный закон от 12 января 1995 года № 5-ФЗ «О ветеранах» — федеральный закон Российской Федерации, вступивший в силу с 25 января 1995 года (или 16 января 1995 года), устанавливающий правовые гарантии социальной защиты ветеранов.
Закон был разработан группой депутатов Госдумы I созыва во главе Валентином Петровичем Ледневым. Профильный комитет — комитет по труду и социальной поддержке.

## Содержание
Состоит из трёх глав и приложения (состоящего из трёх разделов).
- Глава I. Общие положения (статьи 1-12)
- Глава II. Социальная защита ветеранов (статьи 13-24.1)
- Глава III. Заключительные положения (статьи 25-28)
- Приложение. Перечень государств, городов, территорий и периодов ведения боевых действий с участием граждан Российской Федерации

Под Российской Федерацией перечень понимает все три основные формы её государственной организации — независимая Советская Россия / РСФСР (1917—1922), РСФСР в составе СССР (1922—1991), независимая Российская Федерация (1991 — н. в.), не разделяя соответствующие периоды. Перечень начинается с Гражданской войны, начало которой по данному закону датируется 23 февраля 1918 года — датой образования официальных вооруженных сил (Красной армии) Советской России.

## Отклонённые предложения о расширения Перечня
- Территория Кубы (июль 1962 года — ноябрь 1963 года) — с точки зрения Правительства России, советские военнослужащие не принимали непосредственного участия в боевых действиях[4].
- Территория Чехословакии (1968 год) — с точки зрения Правительства России, официального решения о ведении боевых действий не принималось[5].
- Миротворческие операции на территориях бывшего СССР (в Приднестровье, Абхазии, Южной Осетии, Нагорном Карабахе), бывшей Югославии и некоторых других государств[6].
- Уточнения о периодах боевых действий (например, в Анголе 1987—1988 годов и Эфиопии 1980-х годов)[6].
- Операции в Нагорном Карабахе (1990 и 2020-2024) — с точки зрения Правительства России, официального решения о ведении боевых действий не принималось [7].